# Бекетовка (Старомайнский район)
Бекетовка — село в Старомайнском районе Ульяновской области России. Входит в состав Матвеевского сельского поселения.

## География
Село находится в северной части Левобережья, в лесостепной зоне, в пределах Низкого Заволжья, на расстоянии примерно 33 километров (по прямой) к северо-востоку от посёлка городского типа Старая Майна, административного центра района. Абсолютная высота — 62 метра над уровнем моря.
Климат
Климат характеризуется как умеренно континентальный, с тёплым летом и умеренно холодной снежной зимой. Средняя температура воздуха самого тёплого месяца (июля) — 20 °C (абсолютный максимум — 39 °C); самого холодного (января) — −13,8 °C (абсолютный минимум — −47 °C). Продолжительность безморозного периода составляет в среднем 131 день. Среднегодовое количество атмосферных осадков составляет 406 мм. Снежный покров образуется в конце ноября и держится в течение 145 дней.
Часовой пояс
Село Бекетовка, как и вся Ульяновская область, находится в часовой зоне МСК+1. Смещение применяемого времени относительно UTC составляет +4:00.

## История
Основан в начале XIX века при озере Чистом, как выселок деревни Шмелёвки и принадлежал дворянам Бекетовым. 
В 1816 году в деревне, состоявшей во владении Александры Матвеевны Бекетовой, было всего восемь жителей, но в 1859 году было уже 12 дворов и 164 жителя.
Сельцо Бекетовка относилось к Матвеевскому церковному приходу, но начиная с 1888 года, оно стало относиться к приходу церкви в селе Лебяжье (три версты, ныне — Республика Татарстан). Там же бекетовцы хоронили своих усопших.
В 1908 году в Бекетовке 52 двора и 341 житель. Здесь церковно-приходская школа, три мелочных лавки, кузница, пять ветряных мельниц. 
В 1927 году в деревне была построена деревянная начальная школа.
В 1928 году в деревне был образован ТОЗ «Прогресс».
В 1930 году в деревне было 98 дворов и 486 жителей. В марте этого же года здесь был образован колхоз «Путь Ленина», а в 1931 году в деревне был образован колхоз под названием «РККА».
В 1950 году Бекетовский колхоз был объединён с Алашеевским (ныне исчезнувшая) и стал носить имя Жданова.
В 1953 году был упразднен Бекетовский сельский Совет, деревня переподчинилась Грибовскому сельсовету.
В 1959 году в Бекетовке было 288 жителей.
В 1960 году, после очередного объединения, колхоз имени Жданова вошёл в грибовский колхоз «Октябрь». После объединения Бекетовка стала пустеть, люди стали переезжать на центральную усадьбу в Грибовку. 
В 1979 году в Бекетовке было 157 жителей, а в 1999 году в 15 дворах жило всего 26 жителей.

## Население
| 2010 |
| ---- |
| 2    |

Национальный состав
Согласно результатам переписи 2002 года, в национальной структуре населения русские составляли 100 % из 24 чел.